# Слънчоглед
 Тази статия е за растението.  За едноименното село в Област Кърджали вижте Слънчоглед (село).  
Слънчогледът (Helianthus annuus) е едногодишно културно растение.

## Ботанически особености

### Корен
Слънчогледът се характеризира с мощна коренова система, състояща се от главен корен и многобройни странични разклонения. Главният корен е вретеновиден, добре развит, проникващ на дълбочина 3 – 4 m. Макар че основната маса корени е разположена на дълбочина до 50 cm, слънчогледът усвоява влага и хранителни вещества от дълбоките почвени слоеве.

### Стъбло
Съвременните маслодайни сортове и хибриди, отглеждани в България, имат средна височина на стъблото 1,7 – 2 m. Отглеждат се и декоративни генотипове с височина над 2,5 m, а в страните с по-хладен климат – сортове и хибриди с височина на стъблото 1,2 – 1,4 m. Стъблото е неразклонено при маслодайните сортове и хибриди и разклонено при бащините линии за получаване на хибриди и при декоративните форми. Дебелината му в основата е 2 – 4 cm. То е обло, но неравно, а вътрешността му е изпълнена с паренхимна тъкан.

### Листа
Листата на слънчогледа са едри, сърцевидни, назъбени по периферията, най-често с ширина 22 – 30 cm. Броят им варира от 14 до 50, най-често 25 – 30. В началото на вегетацията листата са разположени по двойки, след което се появяват поединично и последователно. Максимална листна площ се формира към фаза цъфтеж, а листно-площният индекс на културата е висок – 3 – 4,5.

### Цветове
Цветовете са събрани в съцветие тип кошничка (пита), която е най-често плоска или леко изпъкнала с диаметър 15 – 40 cm (при генотиповете за масло 18 – 25 cm). Цветовете са 2 вида – езичести (най-често безполови, разположени по периферията на съцветието) и тръбести (двуполови, във вътрешността на питата). Езичестите цветове имат ролята да привличат насекомите, които извършват кръстосаното опрашване при тази култура. Тръбестите цветове се състоят от петлистно венче, 5 тичинки и 1 плодник. Броят им в една пита е от 600 до 1600.

### Плод
Плодът на слънчогледа е акен (семка), с удължено яйцевидна форма. Съставен е от шлюпка и ядка. Шлюпката може да бъде бяла, сива, виолетова, черна или изпъстрена на ивици. Важна характеристика на съвременните сортове и хибриди е наличието на въглеводороден слой с голяма твърдост, наречен панцерен, който да предпазва ядката от слънчогледовия молец. Масата на 1000 семена е между 45 и 120 г. Ядката има тънка обвивка, два семедела и зародиш. Тя съставлява 70 – 75% от семето и в нея се акумулират мазнините. Ядката на генотиповете за масло съдържа 60 – 65% мазнини и около 20% протеин. Маслото е от типа на полусъхливите.

## Произход и разпространение
Слънчогледът произхожда от степта на Северна Америка, където и сега се срещат диви форми.
В Европа растението е пренесено през 1510 г. и засято в ботаническата градина на Мадрид. В началото се е отглеждал като декоративно растение и за семки.
Като маслодайно растение слънчогледът най-вероятно е използван от коренното американско население. Счита се, че индианците са получавали масло, с което са мазали косите и тялото си или са получавали бои за оцветяване на облеклата си. Като маслодайна култура, обаче се отглежда от началото на 19 век във Воронежка област, Русия, откъдето обратно е пренесен в Европа.
В България е пренесен след Освобождението от Русия като декоративно растение и за ядене, а отглеждането му като земеделска култура започва през 1917 г. След това за кратък период се превръща в основната маслодайна култура на българското земеделие.
По данни на ФАО площта на слънчогледа в света надхвърля 100 млн. декара и той е трета по важност маслодайна култура след соята и рапицата. Най-големи производители са Китайската народна република, Русия, Аржентина, Франция, Украйна, Австралия и др. България също е сред страните с най-висок рейтинг като производител и селекционен център в света.

## Систематика и сортове
Слънчогледът принадлежи към сем. Сложноцветни (Compositae), род Helianthus L. От този род са известни над 100 вида, повечето от които са разпространени като диворастящи.
Като полски култури се отглеждат само два вида – културният слънчоглед (Helianthus annuus L.) и топинамбурът (в някои райони се нарича ерелмаз) – (Helianthus tuberosus L.). От културния слънчоглед се отглеждат множество вариетети с различно предназначение – за масло, за храна на птици, за семки, декоративен. В България най-разпространен е ssp. sativus, който се използва за масло. Той е средно ран екотип, чийто вегетационен период най-често протича от средата на април до средата на септември. Има високо 1,70 – 1,80 m неразклонено стъбло. Отглеждат се най-вече хетерозисни хибриди с тъмносиви до черни панцерни семена с оловен блясък, ивици и кантове.
Най-разпространените български хибриди са:
- със стандартен (линолов) тип на маслото – Албена, Сантафе, Сан Лука, Мусала, Меркурий и др.
- с олеинов тип на маслото – Диамант, Перла.

Най-разпространените за семки сортове са Стадион и Фаворит.
В България се засяват и хибриди, създадени във Франция, Югославия, Румъния и в мултинационалните семевъдни фирми Монсанто, Пионер и др.

## Стопанско значение
Слънчогледът се отглежда за семената, от които се получава най-използваното в България растително масло.
Слънчогледовото масло има висока хранителна стойност и добри вкусови качества. В състава му влизат главно ненаситени мастни киселини – линолова (50 – 65%) и олеинова (25 – 40%). Тези киселини се съдържат в незначителни количества в животинските мазнини и не се синтезират в човешкия организъм. Известно е, че консумирането на ненаситени мастни киселини води до формиране на т. нар. „добър“ холестерин, поради което растителните мазнини са в основата на диетичното хранене при хората.
Освен за хранителни продукти (олио, маргарини, майонези, консерви, сладкарски изделия и др.), слънчогледовото масло се използва и за получаване на сапуни, лакове, безири и други промишлени изделия.
Средната консумация на слънчогледово масло в България надвишава 15 kg на глава от населението.
В процеса на извличане на маслото чрез пресоване се получава около 35% кюспе, което е ценен фураж за животните поради високата си кръмна стойност. Кюспето съдържа средно 36 – 40% суров протеин и до 12% мазнини. В белтъка се съдържат някои незаменими аминокиселини (лизин – 3,7%, метионин – 2,2%, триптофан – 1,5%).
При ръчно бране на питите и отделна вършитба, от слънчогледа могат да се получат пити, съдържащи 5 – 10% протеин и 15 – 20% пектин, които да се използват за хране на овцете.
Стъблата съставляват около 30% от надземната част на растението във фаза пълна зрялост. Използването им все още не е решено оптимално, въпреки че се знае, че от сърцевината им може да се получава фина хартия.
Слънчогледът може да се отглежда успешно и като фуражно растение за получаване на силажи. Прибран в края на цъфтежа и начало на наливане на семената, той има суха маса около 35%, 17% от която са въглехидрати, 2,5% са протеини, 1% мазнини, с високо съдържание на каротини (50%) и др.
Слънчогледът е важно медоносно растение за България, тъй като той се отглежда на големи площи, а в нектара, получен от 1 декар се съдържат около 20 kg захари.
Ролята на слънчогледа в българското земеделие е много важна. Поради това, че той е окопна култура, засяването му спомага за правилен сеитбооборот на земеделските култури. Поради това, че е сухоустойчива култура, слънчогледът може и се отглежда на големи площи. В България се засяват средно 5 – 6 млн. декара слънчоглед и поради това слънчогледът е втората по важност и значение земеделска култура след пшеницата. Стопанското му значение се подсилва и от факта, че международната търговия със слънчогледови семена е една от най-успешните.

## Отглеждане на слънчоглед

### Биологични изисквания
- Към топлината. Биологичният минимум на културата е 5 °C, но оптимални условия за поникване се получават при температури 10 – 12 °C. Младите растения понасят краткотрайни застудявания до –5 °C. Оптималната температура за развитие на културата през критичните ѝ фази е 20 – 25 °C, температури на 30 °C я угнетяват, а когато са над 40 °C прашецът не покълва и цветовете не се оплождат. Общата ефективна температура за узряване на семената при нашите условия е 25 °C.
- Към светлината. Слънчогледът е растение на късия ден и е взискателен към интензивността на слънчевата радиация. Листата му и съцветието му проявяват характерния за културата положителен хелиотропизъм – т.е. следват сутрин до вечер движението на слънцето, но само във фаза бутонизация. Засенчването води до образуване на по-малки листа, дребни пити и закъсняване с узряването.
- Към влагата. Тази култура е сравнително сухоустойчива, тъй като задоволява нуждите си от влага от по-дебел почвен слой. Въпреки това, напояването през сушави години е мероприятие с висок ефект. Критичен период по отношение на влагата е периода от бутонизация до цъфтеж. Слънчогледът не понася дори краткотрайни заливания на почвата.
- Към почвата. Може да се отглежда при разнообразни почвени условия, но не понася плитките почви, както и варовитите, вкислените и засолените почви. Най-добре се развива на почви с мощен хумусен хоризонт и рН 6 – 7.

### Избор на поле за отглеждане
При избора на поле следва да се изхожда от изискванията на културата към предшественика и необходимостта от спазване на фитосанитарни мерки.
Тъй като слънчогледът се напада от редица болести, които се разпространяват чрез растителните остатъци и почвата (склеротиния, фома, фомопсис, алтернария), а също така и от паразитния плевел синя китка, той не бива да се засява на същото поле най-малко 5 години. Поради това, че гостоприемници на част от тези болести са бобовите култури и рапицата, тези култури са неподходящи предшественици на слънчогледа. Неподходящи предшественици са и културите, които подобно на слънчогледа изсушават почвата, като захарно цвекло, сорго и някои други.
Отлични предшественици на слънчогледа са зърнено-житните култури, които се отглеждат на слята повърхност, а средно подходящи са царевицата за силаж и за зърно (но не късни хибриди) и др.
Следователно, слънчогледът следва да се отглежда в 6-полни сеитбообращения, в които да заема само едно поле и да идва след зърнено-житни със слята повърхност – пшеница, ечемик, тритикале, овес и др.

### Обработка на почвата
Системата включва основна, предсеитбени и вегетационни обработки на почвата. Слънчогледът най-често се отглежда след зърнено-житни със слята повърхност.
- Основна обработка на почвата – предпочита се оранта, но отлични резултати се получават и при прилагане на плоскорезна безобръщателна обработка. Подходящата дълбочина е 22 – 25 см, а оптимален срок на извършването ѝ е август – септември. При лятна дълбока оран се препоръчва едно дискуване през ноември за почистването ѝ от самосевки и плевели и за подравняване на полето от разори и гребени.
- Предсеитбени обработки – най-често това са 1 – 3 култивирания с брануване, които следва да се съчетаят по време с внасянето на торове и хербициди.
- Вегетационни обработки – прилагат се когато се цели намаляване или изключване на употребата на хербициди. За целта се използват 1 – 2 култивирания с комбиниране на едностранни и двустранни култиваторни лапи. Когато отглеждането на слънчогледа става при поливни условия се прилага и набраздяване на междуредието.

### Торене
Реакцията на слънчогледа към минерално торене е значително по-добра, отколкото към торене с оборски тор.

#### Торене с азот
При оптимално торене на културите в сеитбообращението, слънчогледът реагира слабо на азотно торене и задоволява до голяма степен своите нужди от акумулацията на азот в по-дълбоките почвени слоеве.
При по-бедни почви се налага внасяне на 6 – 8 kg на декар N, като предсеитбено торене. В останалите случаи следва да се предпочита внасянето на азот да става преди основната оран или предшественикът да бъде оптимално торен с този макроелемент.
Най-разпространен е разпръснатият начин на повърхностно торене, след което торът се инкорпорира в почвата с последващата го обработка. При използване на комбинирани сеялки внасянето на азота става заедно със сеитбата, дълбочинно.

#### Торене с фосфор
Реакцията на слънчогледа към торене с фосфор е много добра и се проявява в увеличаване на добива и подобряване на качеството му. Внасянето на фосфора става преди основната оран, а оптималната норма е 8 – 12 kg на декар Р2О5. Най-разпространеният начин е повърхностно разпръскване на тора с торосеялка.

#### Торене с калий
Счита се, че почвите в България са добре запасени с този макроелемент и, с малки изключения, не се налага калиево торене.

### Торене с листни торове
Високопродуктивните посеви от слънчоглед реагират положително на широка гама листни торове, които следва да се внасят през периода бутонизация – цъфтеж. Най-лесно това става с летателна техника.

### Сеитба
- Избор и подготовка на семената. За сеитба се препоръчва използването на качествен посевен материал от хетерозисни хибриди. Семената следва да са произведени от специализиран семепроизводител, да са изравнени във фракция и да са преминали контрол на Семеконтролна инспекция, което се удостоверява със свидетелство. Преди сеитбата семената се обеззаразяват срещу болести (когато хибридът е чувствителен) и неприятели.
- Срок. Оптималният срок за сеитба на слънчоглед в Южна България е 25 март – 10 април, а в Северна България е 5 – 20 април. Културата е сравнително толерантна към известно закъсняване със срока на сеитба.
- Начин на сеитба. Културата се засява на редове, с междуредово разстояние 70 cm. Оптималната гъстота на посева е 5500 раст. на декар за масления слънчоглед и 3500 – 4000 раст. на декар за слънчогледа за семки. При използване на вегетационни окопавания в междуредието се препоръчва завишаване на посевната норма до 15%. Дълбочината на сеитба е 7 cm и може да бъде завишена при по-късен срок на сеитба или продължително засушаване през пролетта.

### Растителна защита

#### Борба с плевелите
Спазването на сеитбооборота и правилната обработка на почвата е основен фактор за контрол върху заплевеляването.
Химическата борба с плевелите се води с хербициди. Оптималната схема за водене на такава борба при засушливите условия на България е предсеитбено третиране на полето и инкорпориране на противожитен хербицид и третиране след сеитбата преди поникването с противошироколистен хербицид.
В редица случаи се прилага само механична борба с плевелите (чрез обработка на почвата). Тя трябва да започне 2 – 3 дни след сеитбата, преди поникването, когато да се извърши едно брануване на посева с лека плевелна брана. През вегетацията се извършват 1 – 2 обработки на междуредията с култиватори.
Специфичен плевел е паразитът синя китка. Успешна борба може да се води единствено чрез засяване на устойчиви сортове и хибриди.

#### Борба с болестите
Основният начин за най-опасните болести е агротехническият – спазване на правилен сеитбооборот. Борбата с маната се води или чрез създаване на устойчиви сортове и хибриди или чрез третиране на семената с фунгицид.

### Борба с неприятелите
Слънчогледът се напада от множество вредители, но от най-голяма важност са хоботниците, появяващи се към поникване на културата. Борбата с тях се извежда чрез третиране на семената с инсектицид или площно третиране на посева. Борбата със слънчогледовия молец се решава със сеитба единствено на генотипове с панцерен слой на шлюпката. Появата на многоядни неприятели предполага незабавно третиране на посева с летателна техника с подходящ инсектицид.

### Грижи през вегетацията и прибиране
- Борба с почвената кора може да се наложи при обилни валежи след сеитбата и преди поникване на културата. Извършва се с лека плевелна брана.
- Грижи за опрашването. Тъй като слънчогледът е кръстосаноопрашващо се растение, липсата на пчели може значително да намали броя на опрашените цветове, респ. добива на културата. Нормата е 10 – 15 кошера за 100 декара и тази норма следва да се следи за посеви, отдалечени от населени места.
- Поливане. При продължително засушаване напояването е практика с висок ефект върху добива. Предпочита се гравитачното напояване (по бразди). Когато културата се засява на поливни площи, всички практики около сеитбата следва да бъдат съобразени с напояването – посока на редовете, наклон и пр. Най-често е достатъчна една поливка с норма 70 m³ на декар.
- Прибиране. Извършва се в пълна зрялост, когато влагата в семената е под 12%. Жътвата става със зърнокомбайни, приспособени с лифтер за прибиране на слънчоглед.
- Съхранение на семената. Семената от слънчоглед спадат към трудно съхраняващите се. Те са доста хигроскопични и лесно се развалят, поради което следва да се съхраняват само в закрити складове и периодично да се размесват. Най-честата практика е семената да се продават скоро след жътвата на културата.

## Слънчогледови семки

### Полезни свойства
Слънчогледовите семки съдържат главно ненаситени мастни киселини – линолова (50 – 65%) и олеинова (25 – 40%). Заедно с фитостеролите, те водят до понижаването нивата на холестерола. Това прави слънчогледовите семки полезни при сърдечно-съдови заболявания и повишено кръвно налягане.
Освен това те са богати на витамини и минерали. Съдържащият се в тях витамин Е е важен антиоксидант. При недостиг се развива анемия. Лекарите го предписват при заболявания на черния дроб. Също има антивъзпалителни ефекти, които като резултат дават редуцирането на симптомите на астма, остеоартрит и ревматоиден артрит.
Високо е съдържанието на магнезий в слънчогледовите семки. Той спомага за ускоряването на метаболизма. Още успокоява нервите, мускулите и кръвоносните съдове. Дори подпомага редуцирането на астматичните пристъпи. Друг минерал с високо съдържание е селенът. Той предизвиква възстановяването на ДНК и синтезирането на увредени клетки, поради това подобрява детоксикацията и предпазва от рак.

### Избор и съхранение
Заради високото съдържание на мазнини, слънчогледовите семки трябва да се съхраняват на хладно и сухо място. Ако бъдат излагани постоянно на слънчева светлина и топлинна обработка (притопляне), може да се развият афлатоксини. Най-добре е да са в непрозрачни опаковки, а след отварянето им да се държат в хладилник или фризер.
- Ако купувате слънчогледовите семки пакетирани, изберете непрозрачна опаковка, която е добре херметически затворена. Проверете срока на годност.
- Не купувайте семките насипно. Не можете да проверите нито производителя, нито срока на годност. Освен това продуктите в отворени витрини са изложени на пряка слънчева светлина, а това може да доведе до появата на афлатоксини.
- Ако купувате обелени семки, избягвайте тези, които жълтеят, тъй като вероятно са гранясали.

### Култивация
България е на седмо място по производство на слънчоглед.
| Място | Страна    | × 106 тона | Списък на страните по площ (km²) |
| ----- | --------- | ---------- | -------------------------------- |
| 1     | Украйна   | 8.39       | 603 550                          |
| 2     | Русия     | 7.99       | 17 075 400                       |
| 3     | Аржентина | 3.34       | 2 780 400                        |
| 4     | Китай     | 2.37       | 9 596 961                        |
| 5     | Франция   | 1.57       | 632 759                          |
| 6     | Румъния   | 1.40       | 238 391                          |
| 7     | България  | 1.39       | 110 994                          |
| 8     | Турция    | 1.37       | 783 562                          |
| 9     | Унгария   | 1.32       | 93 028                           |
| 10    | САЩ       | 1.26       | 9 629 091                        |
|       | Общо      | 37.07      |                                  |

През 2013 г. България е най-големият износител на слънчогледови семена в световен мащаб с дял от 17,8%.

## Други
На слънчогледа е наречена улица в квартал „Младост 2“ в София (Карта).